# Эпистолярный роман

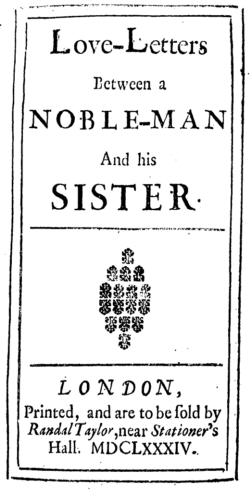
Титульный лист первого издания романа Афры Бен «Любовная переписка дворянина и его сестры» (1684)

Эпистолярный роман, или роман в письмах, (от лат. epistŏla из греч. ἐπιστολή (epistolḗ) — письмо, послание) — разновидность романа, представляющая собой цикл писем одного или нескольких героев этого романа. В письмах выражаются душевные переживания героев, отражена их внутренняя эволюция.
Один из первых образцов жанра в европейской литературе — «Португальские письма» (1669) Габриэля Жозефа Гийерага, представляющий собой литературную мистификацию — сборник любовных посланий португальской монахини Марианы Алькофорадо. Другой роман в письмах XVII века — «Любовная переписка дворянина и его сестры» (1684) Афры Бен.
Жанр стал очень популярным в литературе XVIII века, особенно в творчестве писателей-сентименталистов. Популярности жанра способствовал успех романов Сэмюэла Ричардсона («Памела, или вознаграждённая добродетель», «Кларисса, или История молодой леди, заключающая в себе важнейшие вопросы частной жизни и показывающая, в особенности, бедствия, которые могут явиться следствием неправильного поведения как родителей, так и детей в отношении к браку», «История сэра Чарльза Грандисона»).
Во Франции XVIII века романы в письмах писали Шарль Луи де Монтескьё («Персидские письма», посвящённый социальным и философским вопросам), Филипп Бридар де ла Гард («Письма Терезы»), Жан-Жак Руссо («Юлия, или Новая Элоиза»), Шодерло де Лакло («Опасные связи»). В Германии в то же время к жанру романа в письмах обратился Иоганн Вольфганг Гёте («Страдания юного Вертера»).
В литературе романтизма развитие жанра продолжилось. В форме писем созданы роман Юлии Криденер («Валери»), Этьенна де Сенанкура («Оберман»), Иоганна Христиана Фридриха Гёльдерлина («Гиперион»). Приемы эпистолярного жанра использовались также в романе «Леди Сьюзан» Джейн Остин. В неоромантической литературе приемы жанра разрабатывал Брэм Стокер («Дракула»).
В русской литературе нельзя не упомянуть о фантастическом романе Владимира Одоевского «4338-й год: Петербургские письма» (1835), оставшемся неоконченным, а также о первом романе Федора Достоевского «Бедные люди», написанном между 1844 и 1846 годами, когда автору было двадцать пять лет. В романе изображена переписка между Макаром Алексеевичем и Варварой Добросёловой.
Среди более поздних образцов эпистолярного романа можно упомянуть роман Виктора Шкловского «ZOO или Письма не о любви» (1923), написанный им в эмиграции, и роман Вениамина Каверина «Перед зеркалом» (1972), созданный на основе подлинных женских писем. События романа охватывают период с 1910 по 1932 год.
Благодаря интернету появились и романы, основанные на электронной переписке. Первый значительный роман, написанный на испанском языке и описывающий переписку исключительно посредством электронной почты — «Сердце Вольтера» (2005) пуэрто-риканского писателя Луиса Лопеса Ньевеса. В отличие от традиционного эпистолярного романа, использование электронной почты в романе делает сюжет более динамичным, так как интернет позволяет доставлять сообщения в любую точку планеты за считанные секунды.
«По-моему, достаточно собрать письма людей (слегка коснуться их опытной, осторожной и разумной рукой редактора) и опубликовать их — и получится новая литература мирового значения. Литература, конечно, выходит из наблюдения людей. Но где больше их можно наблюдать, как не в их письмах» — Андрей Платонов